# Altare di roccia vichingo
L'altare di roccia vichingo di Sauk Center è un masso erratico nonché un punto di riferimento per l'orientamento. È stato ipotizzato che i Vichinghi abbiano usato questa roccia come altare durante la loro ipotetica esplorazione del Midwest settentrionale negli Stati Uniti d'America.

## Storia

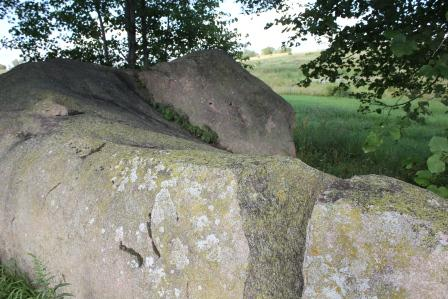
Il masso erratico

Il masso fu rinvenuto nel 1943, è lungo circa 8,2 metri e largo 5,2 metri. Gli storici locali della contea di Todd sostengono che la roccia fosse un altare. Due serie di buchi, vagamente triangolari ed a circa un metro dalla base, hanno fatto pensare che si trattasse di un piano d'altare, mentre altri buchi alle estremità sostenevano forse pali sui quali si poteva stendere un baldacchino. Questa interpretazione delle prove resta controversa e non c'è consenso tra archeologi e storici, anche se la roccia viene proposta come attrazione di un "Percorso dei Vichinghi" che mostra le ipotetiche prove di un'esplorazione vichinga del Minnesota.
L'"altare" fu riconsacrato nell'agosto del 1975 con una Celebrazione eucaristica ecumenica.